# Sicydium gymnogaster
 Sicydium gymnogaster és una espècie de peix de la família dels gòbids i de l'ordre dels perciformes.

## Hàbitat
És un peix de clima tropical i demersal.

## Distribució geogràfica
Es troba a Centreamèrica: rius del vessant atlàntic des de Misantla (Veracruz, Mèxic) fins a Hondures.

## Observacions
És inofensiu per als humans.